# Isabelle Bégard
Isabelle Boéri-Bégard (París, 7 de julio de 1960) es una deportista francesa que compitió en esgrima, especialista en la modalidad de florete.
Participó en los Juegos Olímpicos de Moscú 1980, obteniendo una medalla de oro en la prueba por equipos (junto con Brigitte Latrille-Gaudin, Pascale Trinquet, Véronique Brouquiery Christine Muzio).

## Palmarés internacional
| Juegos Olímpicos | Juegos Olímpicos | Juegos Olímpicos | Juegos Olímpicos    |
| Año              | Lugar            | Medalla          | Prueba              |
| ---------------- | ---------------- | ---------------- | ------------------- |
| 1980             | Moscú (URSS)     | Medalla de oro   | Florete por equipos |